# Cratere Yoko
Yoko  è un cratere sulla superficie di Venere.